# Flagler
Flagler város az USA Colorado államában, Kit Carson megyében. Lakosainak száma 567 fő (2020. április 1.).

## Népesség
A település népességének változása:

| 2010 | 561 |
| 2020 | 567 |